# Eesti Laul 2023
La quindicesima edizione dell'Eesti Laul si è svolta dal 12 gennaio all'11 febbraio 2023 e ha selezionato il rappresentante dell'Estonia all'Eurovision Song Contest 2023 a Liverpool, nel Regno Unito.
La vincitrice è stata Alika con Bridges.

## Organizzazione
L'emittente estone Eesti Rahvusringhääling (ERR) ha confermato la partecipazione dell'Estonia all'Eurovision Song Contest 2023 il 1º agosto 2022, annunciando inoltre l'organizzazione della 15ª edizione dell'Eesti Laul per selezionare il proprio rappresentante. Il 13 settembre 2022 l'emittente ha dato la possibilità agli aspiranti partecipanti di inviare i propri brani entro il 20 ottobre dello stesso anno. Come nell'edizione precedente, è stata prevista anche una tassa di partecipazione in base alla lingua del brano: 50 euro per i brani in lingua estone e 100 euro per i brani in lingua straniera.
Il festival si è articolato in due semifinali da 10 partecipanti, che si sono tenute presso il Viimsi Artium di Viimsi il 12 e il 14 gennaio 2023, e in una finale il successivo 11 febbraio presso il Tondiraba Ice Hall di Tallinn. Il voto combinato dei giurati e del pubblico ha decretato i primi 4 classificati da ciascuna semifinale; un secondo round di votazione, basato unicamente sul televoto, ha selezionato gli ultimi 2 finalisti, uno per semifinale. Per quanto riguarda il sistema di voto nella finale, si è mantenuto quello delle edizioni precedenti: giuria e televoto hanno decretato i primi 3 classificati in una prima fase, mentre il solo voto del pubblico ha selezionato il vincitore nel secondo round.

### Giurie
La giuria d'esperti nazionale, che ha avuto diritto di voto durante le semifinali, è stata composta da:
- Aarne Saluveer, direttore d'orchestra;
- Birgit Sarrap, cantante e rappresentante dell'Estonia all'Eurovision Song Contest 2013;
- Danel Pandre, musicista;
- Eleryn Tiit, cantante;
- Eva Palm, giornalista;
- Grete Paia, cantautrice;

- Indrek Vaheoja, musicista e presentatore televisivo;
- Jaan Tätte Jr., musicista e regista;
- Jon Mikiver, cantante e batterista;
- Sandra Ashilevi, cantante ed attrice;
- Toomas Olljum, produttore televisivo.

La giuria internazionale, che ha avuto diritto di voto durante la finale, è stata composta da:
- Birgit Simal, produttrice televisiva;
- Alma, cantante;
- Tomi Saarinen, amministratore delegato della Live Nation Finland;
- Deben Aderemi, giornalista e blogger;
- Anja Roglić, produttrice televisiva e editore musicale per RTS;

- Joe Bennett, musicologo;
- Kat Reinhert, professoressa liceale;
- Matthew Tryba, produttore discografico;
- Lucas Gullbing, produttore discografico;
- Yves Shifferele, capo delegazione della Svizzera all'Eurovision Song Contest.

## Partecipanti
ERR ha selezionato i 20 partecipanti fra le 217 proposte ricevute. I partecipanti sono stati annunciati tra il 1º e il 2 novembre 2022. Inizialmente i Wiiralt avrebbero dovuto esibirsi con il brano Salalik insieme agli Ultima Thule. Tuttavia, in seguito alla scomparsa del frontman degli Ultima Thule, Riho Sibul, il gruppo ha annunciato il suo ritiro il 21 novembre 2022 e i Wiiralt si sono esibiti da soli. Tutti i brani sono stati resi disponibili il 2 dicembre 2022.
| Artista              | Titolo                   | Lingua              | Compositori |
| -------------------- | ------------------------ | ------------------- | --- |
| Alika                | Bridges                  | Inglese             | Alika Milova, Wouter Hardy, Nina Sampermans                                                                    |
| Andreas              | Why Do You Love Me       | Inglese             | Andreas Poom, Alan Roy Scott, Julia Sundberg                                                                   |
| Anett & Fredi        | You Need to Move On      | Inglese             | Frederik Küüts, Anett Kulbin, Jason Hunter                                                                     |
| Bedwetters           | Monsters                 | Inglese             | Joosep Järvesaar, Mihkel Mõttus, Rauno Kutti, Kaspar Koppel, Karl-Kristjan Kingi, Claus Peneri, Kris Evan-Säde |
| Carlos Ukareda       | Whiskey Won't Forget     | Inglese             | Carlos Ukareda, Gevin Niglas, Chris Roberts                                                                    |
| Ellip                | Pretty Girl              | Inglese             | Pille-Riin Karro, Meelis Meri                                                                                  |
| Elysa                | Bad Philosophy           | Inglese             | Stig Rästa, Vallo Kikas, Elisa Kolk, Anne Gudrun Michaelsen, Alex Ghinea                                       |
| Inger                | Awaiting You             | Inglese             | Inger Fridolin, Oliver de la Rosa Padilla, Sofia-Liis Liiv                                                     |
| Janek                | House of Glass           | Inglese             | Janek Valgepea, Kjetil Mørland                                                                                 |
| Kaw                  | Valik                    | Estone              | Gevin Niglas, Jesse Keihäsvuori                                                                                |
| Linalakk & Bonzo     | Aeg                      | Estone              | Liina Tsimmer                                                                                                  |
| M Els                | So Good (At What You Do) | Inglese             | Stefan Airapetjan, Andreas Poom, Hugo Martin Maasikas, Gevin Niglas, Stig Rästa                                |
| Meelik               | Tuju                     | Estone              | Andres Kõpper, Meelik Samel, Rain Parve, Martin Petermann                                                      |
| Merlyn               | Unicorn Vibes            | Inglese             | Merlyn Uusküla, Llauri Lembinen, Liis Kaskpeit                                                                 |
| Mia                  | Üks samm korraga         | Estone              | Kersti Kukk |
| Neon Letters & Maiko | Tokimeki                 | Inglese, giapponese | Aap-Eerik Lai, Johanna Holvandus, Maiko Tammik                                                                 |
| Ollie                | Venom                    | Inglese             | Oliver Mazurtšak                                                                                               |
| Robin Juhkental      | Kurbuse matused          | Estone              | Robin Juhkental                                                                                                |
| Sissi                | Lighthouse               | Inglese             | Sissi Nylia Benita                                                                                             |
| Wiiralt              | Salalik                  | Estone              | Martin Saaremägi, Vahur Krautman                                                                               |

## Semifinali
Le semifinali si svolgeranno in due serate, il 12 e il 14 gennaio 2023, e ha visto competere 10 partecipanti ciascuna per i cinque posti per puntata destinati alla finale. La divisione delle semifinali è stata resa nota il 9 dicembre 2022. Il voto è stato suddiviso in due round: il voto combinato del pubblico e della giuria d'esperti ha selezionato quattro brani che ha avuto accesso direttamente in finale, mentre nel secondo il voto, a cui ha partecipato il solo pubblico, ha selezionato un ulteriore finalista tra i sei esclusi.

### Prima semifinale
La prima semifinale si è tenuta il 12 gennaio 2023 presso il Viimsi Artium di Viimsi ed è stata presentata da Tõnis Niinemets e Grete Kuld. L'ordine di uscita è stato reso noto il 3 gennaio 2023.
Durante la serata si sono esibiti come ospiti Janika Sillamaa, rappresentante dell'Estonia alla Kvalifikacija za Millstreet, i Minimal Wind, Chlicherik & Mäx e i presentatori Tõnis Niinemets e Grete Kuld.
Ad accedere alla finale sono stati Ollie, Andreas Poom, i Bedwetters, Anett & Fredi e Janek.
     Qualificato dal primo round di voto della giuria e televoto
     Qualificato dal secondo round di solo televoto
| #  | Artista              | Titolo              | Primo round | Primo round | Primo round | Primo round | Primo round | Primo round | Secondo round | Secondo round |
| #  | Artista              | Titolo              | Giuria      | Giuria      | Televoto    | Televoto    | Totale      | Posizione   | Televoto      | Posizione     |
| -- | -------------------- | ------------------- | ----------- | ----------- | ----------- | ----------- | ----------- | ----------- | ------------- | ------------- |
| 1  | Janek                | House of Glass      | 33          | 3           | 1 134       | 7           | 10          | 6           | 1 535         | 1             |
| 2  | Ellip                | Pretty Girl         | 91          | 8           | 502         | 2           | 10          | 7           | 971           | 2             |
| 3  | Kaw                  | Valik               | 42          | 4           | 269         | 1           | 5           | 10          | 265           | 6             |
| 4  | Merlyn               | Unicorn Vibes       | 14          | 1           | 529         | 4           | 5           | 9           | 497           | 3             |
| 5  | Mia                  | Üks samm korraga    | 29          | 2           | 1 326       | 8           | 10          | 5           | 285           | 5             |
| 6  | Neon Letters & Maiko | Tokimeki            | 61          | 5           | 520         | 3           | 8           | 8           | 434           | 4             |
| 7  | Ollie                | Venom               | 115         | 12          | 1 397       | 12          | 24          | 1           | –             | –             |
| 8  | Andreas              | Why Do You Love Me  | 81          | 7           | 555         | 5           | 12          | 4           | –             | –             |
| 9  | Bedwetters           | Monsters            | 73          | 6           | 1 335       | 10          | 16          | 2           | –             | –             |
| 10 | Anett & Fredi        | You Need to Move On | 99          | 10          | 742         | 6           | 16          | 3           | –             | –             |

### Seconda semifinale
La seconda semifinale si tenuta il 14 gennaio 2023 presso il Viimsi Artium di Viimsi ed è stata presentata da Tõnis Niinemets e Grete Kuld. L'ordine di uscita è stato reso noto il 3 gennaio 2023.
Durante la serata si sono esibiti come ospiti Grete Paia e Sven Lõhmus, Kerli Kõiv con Kristjan Järvi, e Yasmyn.
Ad accedere alla finale sono stati Inger, Meelik, Sissi, Alika e M Els.
     Qualificato dal primo round di voto della giuria e televoto
     Qualificato dal secondo round di solo televoto
| #  | Artista          | Titolo                   | Primo round | Primo round | Primo round | Primo round | Primo round | Primo round | Secondo round | Secondo round |
| #  | Artista          | Titolo                   | Giuria      | Giuria      | Televoto    | Televoto    | Totale      | Posizione   | Televoto      | Posizione     |
| -- | ---------------- | ------------------------ | ----------- | ----------- | ----------- | ----------- | ----------- | ----------- | ------------- | ------------- |
| 1  | Inger            | Awaiting You             | 58          | 6           | 917         | 8           | 14          | 3           | –             | –             |
| 2  | Linalakk & Bonzo | Aeg                      | 30          | 2           | 393         | 2           | 4           | 9           | 270           | 5             |
| 3  | Meelik           | Tuju                     | 85          | 8           | 775         | 6           | 14          | 4           | –             | –             |
| 4  | Elysa            | Bad Philosophy           | 30          | 1           | 1 464       | 10          | 11          | 5           | 731           | 2             |
| 5  | Robin Juhkental  | Kurbuse matused          | 44          | 3           | 317         | 1           | 4           | 10          | 265           | 6             |
| 6  | M Els            | So Good (At What You Do) | 50          | 4           | 611         | 5           | 9           | 7           | 872           | 1             |
| 7  | Wiiralt          | Salalik                  | 65          | 7           | 414         | 3           | 10          | 6           | 464           | 4             |
| 8  | Sissi            | Lighthouse               | 114         | 12          | 890         | 7           | 19          | 2           | –             | –             |
| 9  | Carlos Ukareda   | Whiskey Won't Forget     | 51          | 5           | 606         | 4           | 9           | 8           | 655           | 3             |
| 10 | Alika            | Bridges                  | 111         | 10          | 4 364       | 12          | 22          | 1           | –             | –             |

### Ripescaggio
Per la prima volta nella storia dello show, dal 14 al 16 gennaio 2023 è stato aperto un televoto per la scelta di due ulteriori concorrenti fra i dieci scartati da far accedere alla finale. Ad accedere alla finale tramite il ripescaggio sono state Mia e Elysa.
     Qualificato dalla wildcard assegnata dal televoto
| Artista              | Titolo               | Televoto | Posizione |
| -------------------- | -------------------- | -------- | --------- |
| Carlos Ukareda       | Whiskey Won't Forget | 571      | 6         |
| Ellip                | Pretty Girl          | 852      | 5         |
| Elysa                | Bad Philosophy       | 1 419    | 2         |
| Kaw                  | Valik                | 267      | 8         |
| Linalakk & Bonzo     | Aeg                  | 172      | 9         |
| Merlyn               | Unicorn Vibes        | 1 058    | 4         |
| Mia                  | Üks samm korraga     | 1 502    | 1         |
| Neon Letters & Maiko | Tokimeki             | 338      | 7         |
| Robin Juhkental      | Kurbuse matused      | 130      | 10        |
| Wiiralt              | Salalik              | 1 064    | 3         |

## Finale
La finale si è tenuta l'11 febbraio 2023 presso il Tondiraba Ice Hall di Tallinn ed è stata presentata da Tõnis Niinemets e Grete Kuld. L'ordine di uscita è stato reso noto il 19 gennaio 2023.
Durante la serata si sono esibiti come ospiti gli Zetod con Hope, brano vincitore dell'edizione precedente, Stefan, rappresentante dell'Estonia all'Eurovision Song Contest 2022, Karl-Erik Taukar e, infine, i Púr Múdd con Ines, rappresentate dell'Estonia all'Eurovision Song Contest 2000.
| #  | Artista       | Titolo                   | Punteggio | Punteggio | Punteggio | Punteggio | Punteggio | Posizione |
| #  | Artista       | Titolo                   | Giuria    | Giuria    | Televoto  | Televoto  | Totale    | Posizione |
| -- | ------------- | ------------------------ | --------- | --------- | --------- | --------- | --------- | --------- |
| 1  | Meelik        | Tuju                     | 61        | 7         | 3 048     | 6         | 13        | 4         |
| 2  | Inger         | Awaiting You             | 52        | 4         | 1 107     | 4         | 8         | 7         |
| 3  | Janek         | House of Glass           | 56        | 5         | 3 051     | 7         | 12        | 5         |
| 4  | Elysa         | Bad Philosophy           | 36        | 0         | 694       | 1         | 1         | 11        |
| 5  | M Els         | So Good (At What You Do) | 40        | 1         | 1 046     | 3         | 4         | 9         |
| 6  | Bedwetters    | Monsters                 | 67        | 10        | 4 685     | 8         | 18        | 3         |
| 7  | Andreas       | Why Do You Love Me       | 51        | 3         | 752       | 2         | 5         | 8         |
| 8  | Alika         | Bridges                  | 85        | 12        | 8 514     | 12        | 24        | 1         |
| 9  | Anett & Fredi | You Need to Move On      | 41        | 2         | 593       | 0         | 2         | 10        |
| 10 | Ollie         | Venom                    | 67        | 8         | 6 832     | 10        | 18        | 2         |
| 11 | Mia           | Üks samm korraga         | 25        | 0         | 372       | 0         | 0         | 12        |
| 12 | Sissi         | Lighthouse               | 57        | 6         | 2 130     | 5         | 11        | 6         |

### Superfinale
| # | Artista    | Titolo   | Televoto | Televoto | Posizione |
| - | ---------- | -------- | -------- | -------- | --------- |
| 1 | Bedwetters | Monsters | 7 991    | 25,44%   | 3         |
| 2 | Alika      | Bridges  | 13 141   | 41,83%   | 1         |
| 3 | Ollie      | Venom    | 10 280   | 32,73%   | 2         |